# Robert Holdstock
Robert Paul Holdstock (2. srpna 1948 Hythe, hrabství Kent – 29. listopadu 2009) byl britský autor fantasy proslavený především knihou Les mytág, se kterou souvisí také mnohé jiné jeho romány a kratší práce. Vystudoval aplikovanou a lékařskou zoologii, od roku 1975 však působil jako profesionální spisovatel. Žil v Londýně.
Jeho práce se zabývá především tajemnými lesy, jež skrývají primitivní kultury a mytické archetypy, které jsou vlastně relikty vzpomínek minulých generací. V těchto příbězích je cítit ovlivnění pracemi psychologa C. G. Junga.
V roce 1985 získal za román Les mytág ocenění World Fantasy Award.

## Dílo
Cyklus Les Mytág
- Les mytág, 1994 (Mythago Woods, 1984)
- Lavondyss, 1994 (Lavondyss, 1988)
- Les kostí, 1996 (The Bone Forest, 1991)
- Hloubení, 1995 (The Hollowing, 1992)
- Merlinův les, 1999 (Merlin’s Wood, 1994)
- Brána ze slonoviny, brána z rohu, 1998 (Gate of Ivory, Gate of Horn, 1997)
- Avilion, 2009

Merlinův kodex
- Keltika, 2001 (Celtica, 2001)
- Železný grál, 2002 (The Iron Grail, 2002)
- Poražení králové, 2007 (The Broken Kings, 2007)

Ostatní
- Dávné ozvěny, 1997 (Ancient Echoes, 1986)
- Fantom, 1996 (The Fetch, 1991)